# Укрсоцбанк
Публичное акционерное общество «Укрсоцбанк» — один из крупнейших универсальных банков Украины, занимает 7 место по размеру активов (43,08 млрд гривен) на 1 октября 2015 года.

## История
В сентябре 1990 года «Укрсоцбанк» был основан на базе бывшего Украинского республиканского филиала Жилсоцбанка СССР.
В 2004 году Виктор Пинчук купил Укрсоцбанк у В. Хорошковского и Н. Лагуна за ≈$250 млн, а в 2007 году продал 95 % Укрсоцбанка итальянской группе UniCredit за рекордные на то время $2,07 млрд.
С целью дальнейшего развития бизнеса в стране было принято решение об объединении двух украинских активов группы UniCredit — ПАО «УниКредит Банк» (100 % акций принадлежало банку Pekao SA (Варшава), член группы UniCredit) и ПАО «Укрсоцбанк». В июле 2013 года состоялась передача 100 % акций ПАО «УниКредит Банк» от банка Pekao SA (Варшава) в UniCredit SpA (Милан). Эта сделка стала первым шагом внутригрупповой реорганизации, направленной на слияние двух банков.
Интеграция была осуществлена путём присоединения ПАО «УниКредит Банк» к ПАО «Укрсоцбанк» в декабре 2013 года. Таким образом ПАО «Укрсоцбанк» стал преемником прав и обязанностей ПАО «УниКредит Банк» в полном объеме.
С 2013 года банк был выставлен на продажу.
«Альфа-Групп» и UniCredit Group подписали соглашение об обмене 100 % акций «Укрсоцбанка» UniCredit на миноритарную долю в холдинговой компании «Альфа-Групп» ABH Holdings S. A. в 9,9 %. По заявлению ABH Holdings S. A., после завершения этого соглашения «Укрсоцбанк» будет на протяжении нескольких лет объединён с «Альфа-банком». В сентябре 2016 года сделка была закрыта
1 декабря 2016 года, согласно договору с ABH Holdings S. A., банк сменил своё название на прежнее — «Укрсоцбанк».

## Основные показатели
На 01.07.2014
- всего активы — 46.444 млрд грн .;
- кредитный портфель — 31.506 млрд грн .;
- объем средств юридических лиц на срочных и текущих счетах — 7.543 млрд грн .;
- объем средств физических лиц на срочных и текущих счетах — 11.731 млрд грн .;
- капитал — 8.617 млрд грн .;
- чистая прибыль — 13.098 млн грн.

Сейчас сеть Укрсоцбанк насчитывает 337 отделений. Персонал насчитывает 5 600 сотрудников (на 1 июля 2014 года).

## Собственники и руководство
По состоянию на 1.12.2016 года основными акционерами ПАО «Укрсоцбанк» является ABH Holdings S.A с долей в уставном капитале 100 %.
Председатель правления — Тамара Савощенко.

## Основные направления деятельности
Розничный бизнес — широкий спектр банковских услуг физическим лицам и представителям малого и среднего бизнеса.
Отмечают, что банк — один из рекордсменов по выдаче валютных кредитов украинцам.
Корпоративный бизнес — ведущие позиции на рынке факторинга.
Специализированные направления:
- Финансирование деятельности строительных организаций, выделено в отдельное направление (ООО «Укрсоцбуд»).
- Управление активами, финансовый консалтинг, администрирование НПФ.